# Pigmentiphaga aceris
Pigmentiphaga aceris es una especie de  bacteria gramnegativa del género Pigmentiphaga. Fue descrita en el año 2017. Su etimología hace referencia al árbol Acer pictum. Es aerobia y móvil por flagelación lofótrica. Tiene un tamaño de 0,8-0,9 μm de ancho por 1,6-2,3 μm de largo. Catalasa y oxidasa positivas. Forma colonias circulares, convexas, con márgenes enteros y de color cremoso tras 5 días de incubación en agar NA. Crecimiento pobre en agar TSA y R2A. Temperatura de crecimiento entre 10-30 °C, óptima de 30 °C. Tiene un contenido de G+C de 64,4%. Se ha aislado de savia del árbol Acer pictum en Corea del Sur.